# Disneyland
Vous lisez un « bon article » labellisé en 2007.
Pour les articles homonymes, voir Disneyland (homonymie).
Disneyland [dis.nɛ.lãd], ou officiellement Disneyland Park, est un parc à thèmes situé dans la ville d'Anaheim, en Californie, aux États-Unis. Il est le seul « royaume enchanté » conçu et vu par Walt Disney et a été inauguré le 17 juillet 1955. Il fut construit en un peu plus d'un an par les équipes de Walt Disney Imagineering. Walt Disney dut pour le construire emprunter de l'argent en partie à ABC en échange de la production de la fameuse série Disneyland nommée par la suite Wonderful World of Walt Disney.
Le parc a été construit sur une ancienne orangeraie d'Anaheim de 730 000 m2 (73 hectares), dans le comté d'Orange, à une trentaine de kilomètres au sud-est de Los Angeles. Seuls 340 000 m2 (34 ha) constituent le parc proprement dit. Le parc est surnommé « L'endroit le plus joyeux du monde » (Happiest Place on Earth).
Le parc fait partie du complexe Disneyland Resort qui comprend aussi un autre parc, Disney California Adventure, plusieurs hôtels et une zone commerciale.

## Concept et construction

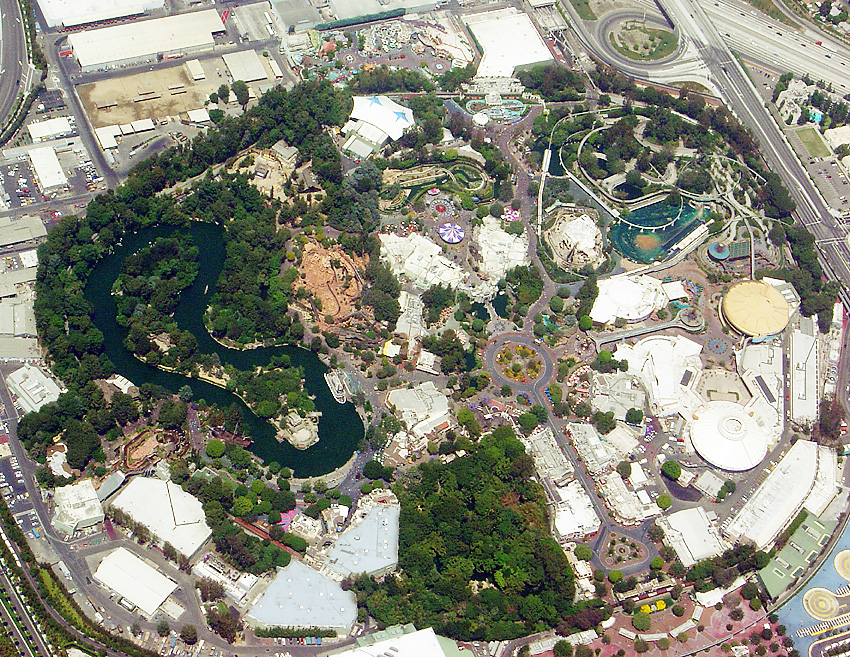
Photo aérienne du parc.

Le concept original de Walt Disney était de voir un parc permanent et familial de loisirs sans les éléments associés aux carnavals et fêtes foraines. Il développa cette idée durant ses sorties avec ses filles Diane et Sharon, quand il réalisa qu'il n'y avait aucun parc où les activités permettaient aux parents et aux enfants de s'amuser ensemble,. Walt Disney racontait l'histoire que lors des sorties du samedi, « jour des papa », il allait avec ses deux filles au Griffith Park de Los Angeles et tandis que les deux fillettes tournaient encore et encore sur un carrousel, lui restait assis sur un banc. La genèse du parc est aussi liée à la passion de Walt Disney pour les trains miniatures qui est visible au travers du Carolwood Pacific Railroad et dans le parc avec le Disneyland Railroad. Cette passion découle d'un conseil médical de trouver un hobby pour réduire la pression professionnelle. Toutes les propositions de parcs ont inclus un chemin de fer.
Au début des années 1950, il fait travailler des membres des studios Disney à la conception d'un parc Disney. En 1952, il crée la société WED Entreprises pour regrouper les employés attelés au projet. D'abord situé en face des studios, le futur parc s'étoffe rapidement et nécessite plus de place. Après des recherches menées par le Stanford Research Institute, Disney acheta une plantation d'oranges à Anaheim au sud-est de Los Angeles,. Dave Smith indique que la parcelle était constituée de 17 propriétés.
En manque de financements, Walt a dû vendre son assurance vie, sa maison de vacances et demander de l'aide. C'est la chaîne ABC qui, en échange de la signature d'un contrat pour une émission télévisée et la série Zorro, finança le parc à hauteur de 500 000 dollars. Les travaux débutèrent en août 1954 et le parc ouvre le 17 juillet 1955.
Le concept du parc, aussi nommé « Royaume enchanté » a été dupliqué par la société Disney sur plusieurs sites :
- à Walt Disney World Resort avec le Magic Kingdom
- à Tokyo Disney Resort avec Tokyo Disneyland
- à Disneyland Paris avec le parc Disneyland
- à Hong Kong Disneyland Resort avec Hong Kong Disneyland.
- à Shanghai Disney Resort avec Shanghai Disneyland.

## L'historique
Le projet naît en 1948 sous la forme d'une note interne de Walt Disney. En 1952, la création de WED Entreprises, une société spécialisée dans la conception du parc, marque une étape. Après un an de travaux, et un investissement de 17 millions de dollars, le parc est inauguré le samedi 17 juillet 1955 et ouvre au public le lendemain. L'inauguration est retransmise à la télévision dans une émission spéciale nommée Dateline : Disneyland diffusée sur ABC,. Elle était présentée par Walt Disney et des acteurs ou personnalités d'Hollywood dont Ronald Reagan, Bobby Driscoll, Frank Sinatra, Sammy Davis, Jr. et Fess Parker (Davy Crockett).

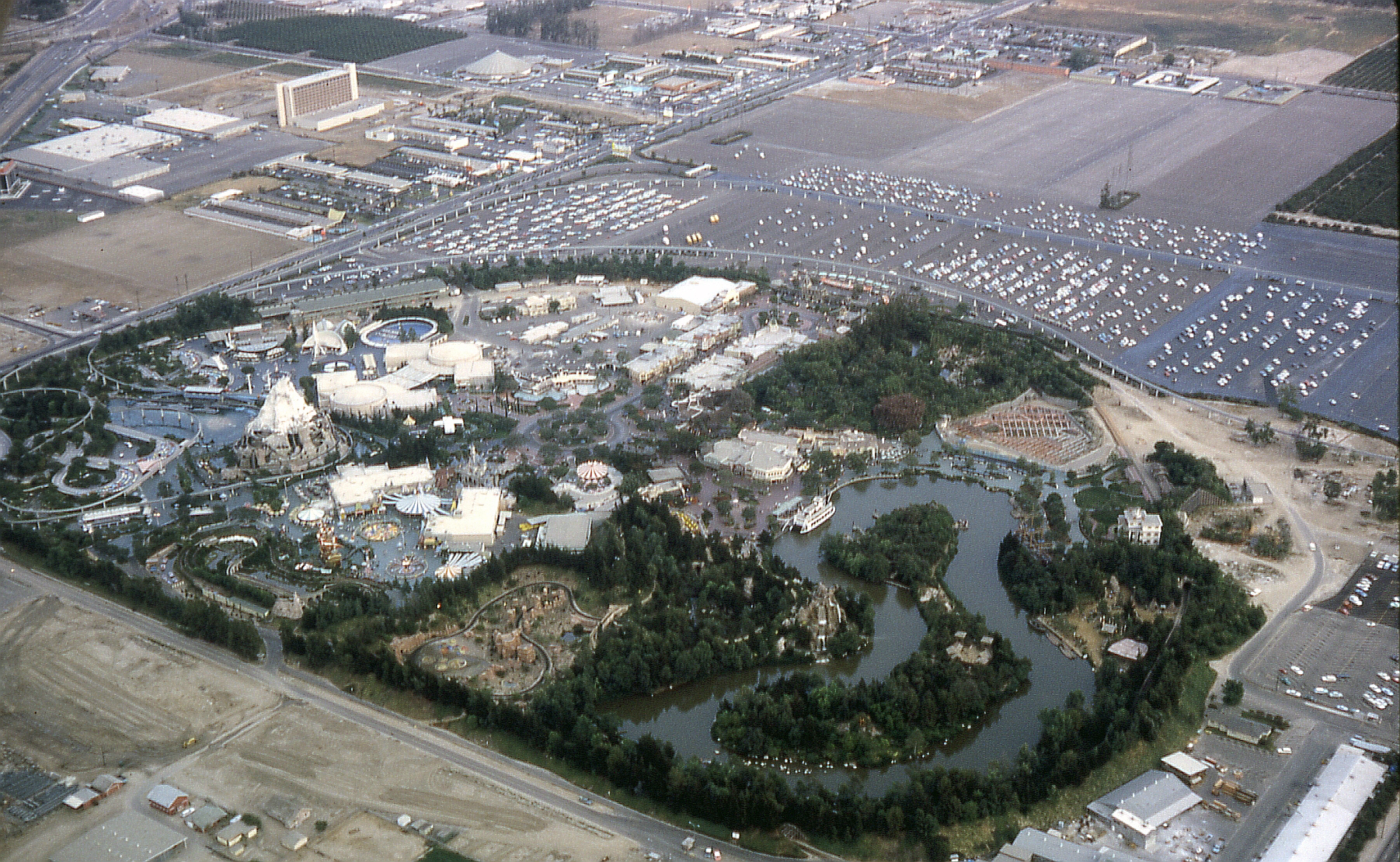
Vue aérienne du parc en 1963.

Durant sa première décennie d'existence, le parc voit l'ajout d'attractions comme Dumbo the Flying Elephant (fin été 1955), Matterhorn Bobsleds (1959), Disneyland Monorail (1959), Swiss Family Treehouse (1962), Enchanted Tiki Room (1963) et It's a Small World (1966). En décembre 1965, Disney lance le Magic Kingdom Club, un programme destiné aux locaux pour bénéficier d'avantage, accompagné d'une publication trimestrielle Disney News. En juillet 1966, le parc ouvre un nouveau land : New Orleans Square.

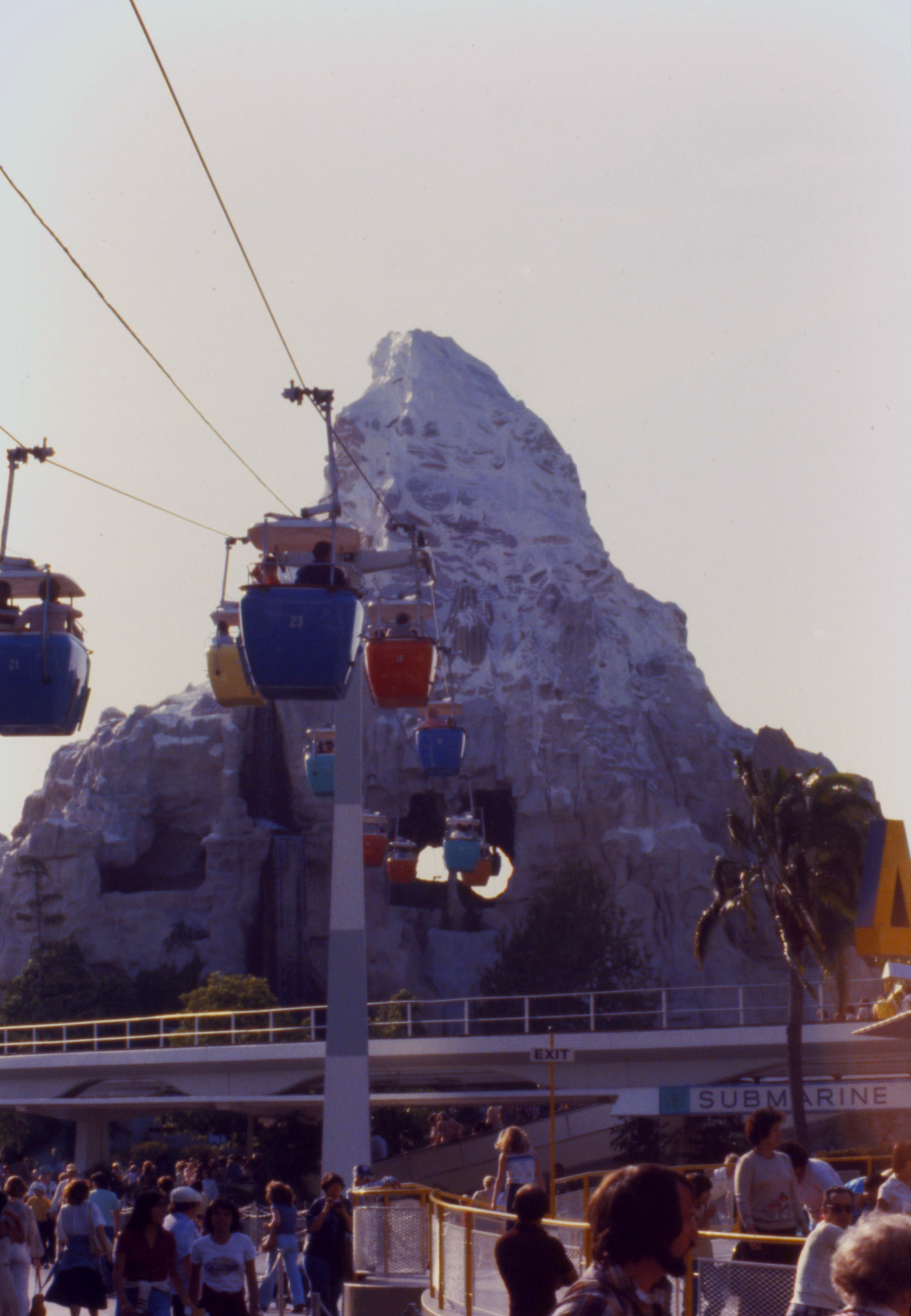
Matterhorn Bobsleds et Disneyland Skyway en 1979.

Le land de Tomorrowland est rénové en 1967. De ses projets naissent les attractions Pirates of the Caribbean (1967), Haunted Mansion (1969) et Space Mountain (1977). Cette dernière ouvrit d'abord en Floride en 1974 mais le concept de SpacePort datant des années 1960 n'avait pu être réalisé en raison du budget nécessaire à son développement.
En 1972, le parc ouvre le land de Bear Country (renommé Critter Country en 1988) et lance la première Main Street Electrical Parade. L'empereur du Japon Hirohito visite le parc en octobre 1975.
La dernière grande attraction de Disneyland qui naît d'une idée, alors très vague, apparue durant la vie de Walt est Big Thunder Mountain Railroad. Ces montagnes russes ouvertes en 1979, découlent d'un projet de rivière dans l'Ouest américain (Western River Expedition) prévu pour le Magic Kingdom datant de 1965 mais non réalisé.
Le land de Tomorrowland est à nouveau rénové en 1981-82.
Après l'épuisement des projets en cours à cette époque, les projets reprennent avec la nouvelle direction de la Walt Disney Company mise en place en 1984 avec comme président-directeur général Michael Eisner. Star Tours ouvre en 1987 et Splash Mountain en 1989.
Le parc ouvre un nouveau land, Mickey's Toontown, en 1993 et utilise un tunnel sous le Disneyland Railroad pour « séparer le monde des toons et des humains ». En 1995, l'attraction Indiana Jones Adventure ouvre ses portes mais est construite à l'extérieur du périmètre parc délimité par le Disneyland Railroad.
En 1998, Tomorrowland est rénové et repeint en cuivre. Mais la rénovation n'a pas réellement ajouté d’attraction pour des raisons budgétaires.
À partir de la fin des années 1990, le parc voit ouvrir de plus en plus d'attractions ou de spectacles sur les personnages de Pixar.
En 2005 le parc fête ses 50 ans avec des rénovations.

## Dédicace
« To all who come to this happy place – welcome. Disneyland is your land. Here age relives fond memories of the past and here youth may savor the challenge and promise of the future. Disneyland is dedicated to the ideals, dreams and the hard facts that have created America… with the hope that it will be a source of joy and inspiration to all the world. »
— Walter E. Disney, July 17, 1955.

« À tous ceux qui pénètrent dans cet endroit enchanté - bienvenue. Disneyland est votre pays. Ici, les anciens revivent les souvenirs plaisants du passé et ici, les jeunes peuvent goûter aux défis et aux promesses du futur. Disneyland est dédié aux idéaux, aux rêves et aux événements indiscutables qui ont créé l'Amérique… avec l'espoir d'être une source de joie et d'inspiration pour le monde entier. »

— Walter E. Disney, 17 juillet 1955.

## Le parc à thèmes
Disneyland est découpé en plusieurs zones associées à un thème particulier, appelé dans le jargon Disney  "pays" (land). Il a été conçu par une équipe de Walt Disney, issue des studios de dessins animés, nommée WED Entreprises. Le parc est entouré par un train le Disneyland Railroad qui marque des arrêts à Main Street USA, New Orleans Square, Fantasyland-Toontown et Tomorrowland. Au centre du parc, une place permet l'accès aux différentes parties du parc (Voir Plan Radial) dans l'axe de la rue principale trône le célèbre Château de la Belle au bois dormant.
Le parc ouvre avec cinq pays distincts. Les idées derrière chacun des cinq lands initiaux sont les suivantes
- Main Street, USA est l'évocation d'une ville américaine en pleine croissance au début du XXe siècle contenant l'esprit américain[16]
- Adventureland est une version romancée des zones tropicales[17]
- Frontierland est une version idéalisée des villes de l'Ouest américain[17]
- Fantasyland est une combinaison d'un carnaval médiéval, d'un village alpin et du style architectural Tudor[17]
- Tomorrowland est une vision fantasque du futur comme il n'existera jamais[17]

Depuis l'ouverture du parc, trois pays supplémentaires furent ajoutés New Orleans Square, Critter Country et Mickey's Toontown. Parmi les attractions présentes à l'ouverture du parc en 1955, seules quinze sont encore en activité (Cf Liste des attractions originelles de Disneyland).
Le parc totalise plus d'une centaine d'attractions différentes depuis son ouverture mais seules une cinquantaine est actuellement ouvertes. L'attraction ayant eu la durée de vie la plus courte est un cirque, le Mickey Mouse Club Circus, 46 jours entre 1955 et 1956. À l'opposé, la salle de spectacle de l'Opera House dans Main Street USA a accueilli cinq attractions différentes.
De nombreux moyens de transports existent au sein de Disneyland selon une volonté de Walt Disney qui désirait démontrer à ses concitoyens que la cohabitation de plusieurs moyens de transport permet une circulation fluide des personnes.[réf. souhaitée] À l'époque de l'ouverture du parc, les problèmes de centres-villes saturés et embouteillés existaient déjà comme l'attestent les courts métrages de Dingo Le Week-end de papa (1953) ou Freewayphobia No. 1 (1965). Voir ci-dessous.

### Main Street USA

Château de la Belle au bois dormant

Main Street, USA est basé sur le stéréotype de la rue principale d'une ville américaine du début XXe siècle. C'est le souvenir enjolivé de la petite ville de Marceline, Missouri où vécut Walt Disney dans son enfance. Mais elle reprend aussi beaucoup de Fort Collins dans le Colorado, village d'enfance de Harper Goff, directeur artistique sur ce land et auteur de nombreux dessins préparatoires.
Le land contient de nombreuses boutiques et restaurants et est le seul pays sans réelle attraction permanente en dehors des lieux d'exposition. Les boutiques thématisées selon les années 1880 qui se suivent le long de Main Street semblent être des bâtiments avec deux vrais étages. En réalité, une technique de cinéma, la perspective forcée, a été utilisée pour donner l'illusion qu'ils sont de taille normale. Le second niveau des bâtiments est plus petit de 30 centimètres par rapport à la normale. Si les architectes de Disneyland avaient dessiné les bâtiments à leur taille réelle, ils auraient paru exagérément grands par rapport au château.
Walt Disney dit un jour, « Pour ceux d'entre nous qui se souviennent du passé insouciant qu'il recrée, Main Street leur remémorera des souvenirs heureux. Pour les visiteurs plus jeunes, c'est une aventure qui leur permet de remonter le calendrier, jusqu'aux jours de la jeunesse de grand-père. »
L'entrée se fait sous la gare du Disneyland Railroad et mène à une place, Town Square. Sur cette place un drapeau américain et un kiosque marquent le cœur de la ville. Autour de la place, on retrouve les bâtiments publics. L'hôtel de ville (City Hall) fait office d'accueil, en face l'opéra se trouve un lieu d'exposition nommé Great Moments with Mr. Lincoln accueillant l'audio-animatronic d'Abraham Lincoln. Au-dessus de la caserne de pompiers, mitoyenne de la mairie (City Hall), se trouve un appartement privé de Walt Disney, complet mais inaccessible au public.
À partir de cette place, commence la rue principale bordée de boutiques, de restaurants répartis sur quatre pâtés de maisons (blocs) et séparés par une rue en diagonale. L'une des boutiques l'Emporium, la plus grande boutique du parc occupe un bloc complet, le premier à gauche. En face une boutique de photographie sert de musée et de centre de développement. Plus loin, un petit cinéma Main Street Cinema présente en continu des courts métrages. Cet agencement de boutiques est repris dans plusieurs parcs Disney.
La plupart des fenêtres des seconds étages comporte des publicités avec le nom des personnalités et artistes ayant contribué à la Walt Disney Company. Les publicités croquent les artistes sous la forme de commerçants et exerçants d'une profession libérale.
Au bout de la rue, s'élève le château de La Belle au bois dormant.

### Adventureland
Adventureland est prévu pour être un lieu exotique et tropical d'une contrée lointaine du monde. « Pour créer un pays qui ferait de ce rêve une réalité », dit Walt Disney, « nous avons dessiné, loin de toute civilisation, des jungles reculées d'Asie et d'Afrique ». » L'émission Disneyland présentait cette zone comme issue de la série de documentaires animaliers True-Life Adventures, la zone étant nommée dans les versions de travail True-Life Adventureland.
Cette partie contient l'une des attractions les plus anciennes du parc et qui a subi de nombreuses modifications, Jungle Cruise, une croisière à travers les jungles. Ce pays est le premier à avoir été ajouté aux quatre premiers concepts du parc et ce avant l'ouverture. La raison en serait le formidable succès du film L'Odyssée de l'African Queen de 1951 avec Humphrey Bogart et Katharine Hepburn. Cette attraction ainsi que la majorité des plantations du parc sont originellement l'œuvre de Bill Evans.
Ce pays comprend aussi le Temple of the Forbidden Eye, Tarzan's Treehouse (Disneyodendron) et Walt Disney's Enchanted Tiki Room.
La Tarzan's Treehouse remplace depuis 1999 la Swiss Family Treehouse qui était présente depuis 1962.

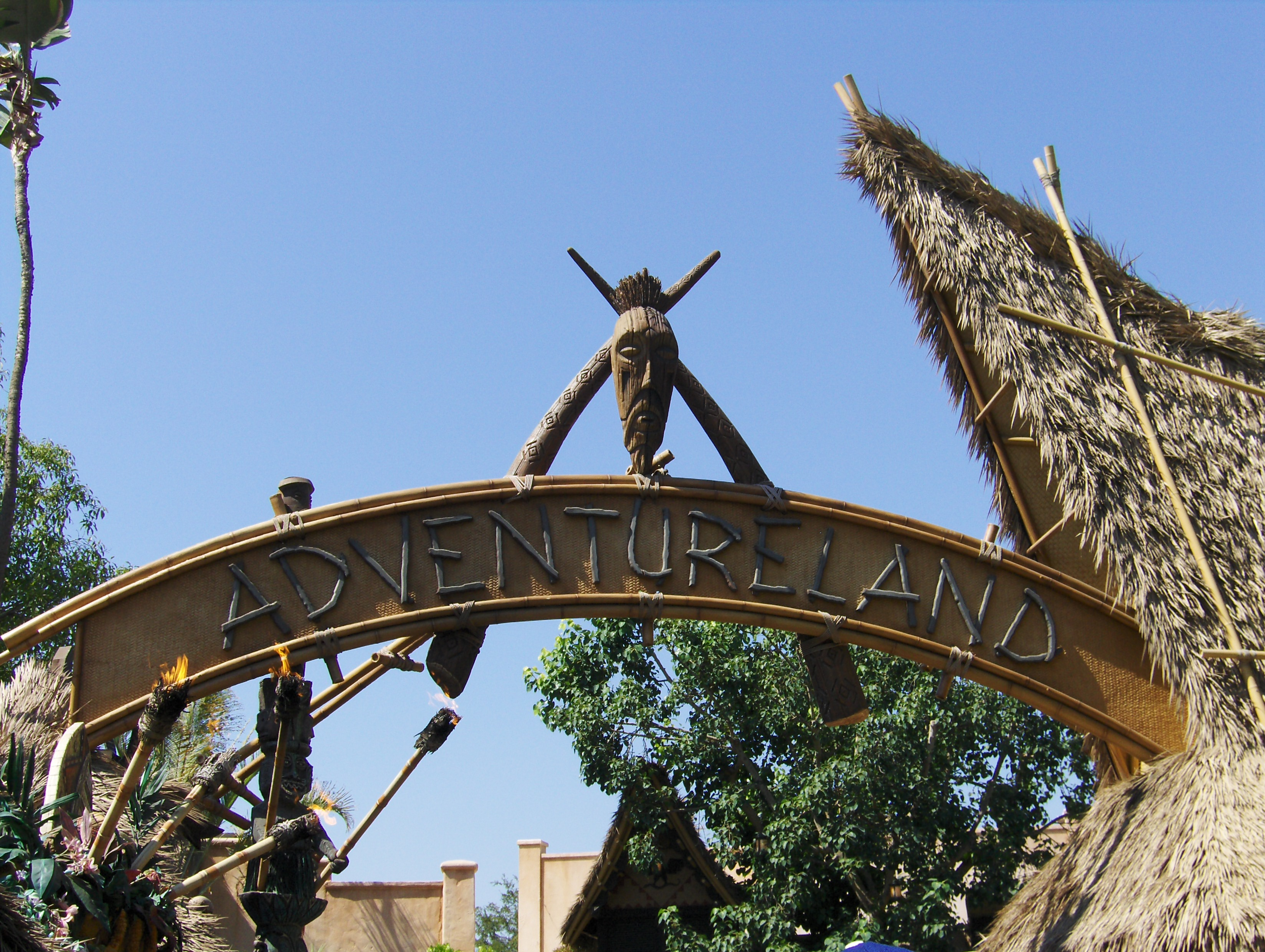
Adventureland Disneyland

### New Orleans Square

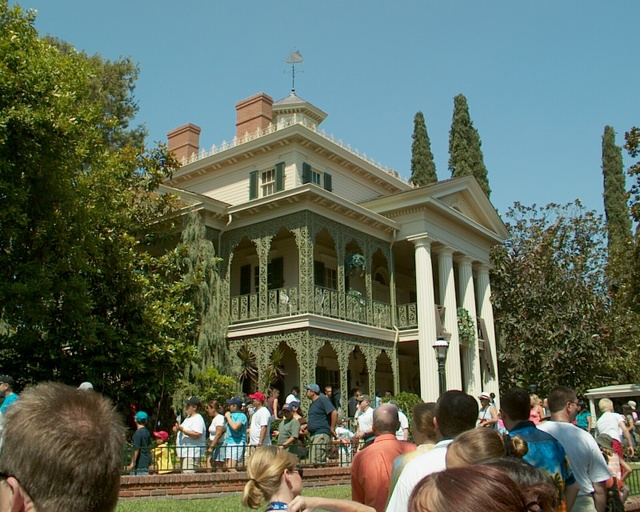
Haunted Mansion est inspirée d'une maison de maître des plantations du Mississippi.

New Orleans Square fait partie des derniers ajouts à Disneyland supervisés par Walt Disney. Ouvert en 1966, il est conçu sur l'ambiance et les détails architecturaux de la Rue Bourbon à La Nouvelle-Orléans.
Cette partie contient l'attraction Pirates of the Caribbean, ainsi que Haunted Mansion. Au-dessus de l'entrée des pirates, un ancien appartement privé de la famille Disney (le second du parc) a été transformé en The Disney Gallery. Le reste du pays est principalement constitué de petites rues avec des boutiques et des restaurants ombragés. Une station du Disneyland Railroad dessert ce pays.
New Orleans Square est aussi l'adresse d'un club privé avec restaurant, le Club 33, situé juste au-dessus du Blue Bayou Restaurant à l'angle de l'entrée des Pirates of the Caribbean.

### Frontierland
Frontierland recrée un camp de pionniers dans l'Ouest américain. Selon Walt Disney, « Nous tous, avons raison d'être fiers de l'histoire de notre pays et sommes façonnés par l'esprit pionnier de nos aïeux. Nos aventures sont conçues pour vous donner la sensation d'avoir vécu, même un court instant, durant ces jours pionniers de l'Amérique. »
L'entrée de ce pays se fait par une reconstitution d'une ville minière reculée de l'Ouest américain vers 1850-1870 appelée Thunder Mesa. Frontierland est aussi le lieu de vie des Indiens Pinewood, une bande d'animatroniques représentant des Amérindiens, sur les berges de Rivers of America. À l'ouverture du parc Disneyland, Frontierland occupait près d'un tiers de la superficie totale du parc en raison de la popularité des productions Disney associées à ce thème, depuis cette proportion a été réduite par l'ajout de nouvelles zones thématiques.
Les attractions et spectacles comprennent Fantasmic! (un spectacle nocturne), Big Thunder Mountain Railroad, Tom Sawyer Island, le Mark Twain Riverboat, le Sailing Ship Columbia et le Golden Horseshoe Saloon.

### Critter Country
Critter Country ouvre en 1972 sous le nom de Bear Country, puis renommé ainsi en 1988. Son principal attrait est Splash Mountain (Tiana's Bayou Adventure) une rivière avec des rapides et des chutes parcourus dans des troncs évidés anciennement basée sur les séquences animées du film de Disney Mélodie du Sud (1946). Elle fut ajoutée le 17 juillet 1989, mais fut imaginée par Tony Baxter dès 1983 et remplacée le 15 novembre 2024 par Tiana's Bayou Adventure basé sur le thème du personnage de Tiana de la Princesse et la Grenouille.
En 2003, une attraction de type parcours scénique appelée Many Adventures of Winnie the Pooh remplace l'ancienne attraction Country Bear Jamboree. Cette dernière, un spectacle comprenant des audio-animatronics sous la forme d'ours chantant et importée en 1973 du Magic Kingdom de Walt Disney World Resort, pouvait accueillir dans deux salles distinctes deux fois plus de personnes que sa « sœur ». Mais le public par manque d'intérêt ou par une mauvaise localisation ne permit quasiment jamais d'utiliser la seconde salle.[réf. souhaitée]

### Fantasyland
Dans le prolongement de Main Street USA se trouve le château de la Belle au bois dormant. Le personnage a été choisi à cause de la sortie trois ans après l'ouverture du parc du film homonyme. Il a longtemps été utilisé comme le symbole des Studios Disney avant d'être remplacé par en 2005 par celui du Magic Kingdom. Il est inspiré du château de Neuschwanstein construit par Louis II de Bavière intégrant en plus une copie de la Sainte-Chapelle.
Après être passé sous le château de la Belle au Bois dormant, on arrive dans le pays des contes de fées et des histoires.
Walt Disney dit de Fantasyland « Quel enfant n'a pas rêvé de voler avec Peter Pan au-dessus de Londres à la tombée de la nuit, ou de dégringoler dans le Pays des Merveilles sans sens commun d'Alice ? Dans Fantasyland, les histoires classiques de l'enfance de chacun deviennent une réalité pour tous les jeunes — de tous âges — à laquelle ils peuvent prendre part. »
Fantasyland était à l'origine conçue comme une fête foraine, mais en 1983 une rénovation le transforma en un village bavarois.
Les principales attractions sont It's a Small World et le Matterhorn Bobsleds (qui représente le Cervin). Des attractions plus petites telles le King Arthur Carrousel ou le manège de Dumbo the Flying Elephant existent.
It's a Small World est une attraction importée de la foire internationale de New York 1964-1965. Elle est conçue comme un pavillon dont la façade est traversée par le train, un canal sortant du bâtiment afin de permettre aux visiteurs d'embarquer. Ouverte en 1966 avec ses poupées chantantes, entre 1983 et 2005, un décor plus coloré inspiré par d'autres œuvres de Mary Blair a remplacé la façade blanche du début.
Storybook Land Canal (Le canal du pays des contes de fées) et le Casey Jr Circus Train parcourent tous les deux le même lieu, l'un en bateau, l'autre en train. Il s'agit d'un hommage aux contes de fées recréés sous la forme de scènes miniatures. L'attraction a été exportée en 1994 au parc Disneyland français.
Les tasses de Mad Tea Party et Alice in Wonderland inspirées par Alice au Pays des Merveilles sont des manèges.
Derrière le Storybook Land Canal, se trouve la salle de spectacles Fantasyland Theater anciennement nommée Videopolis qui accueille depuis mai 2013 le spectacle Mickey and the Magical Lamp. Elle a hébergé un spectacle intitulé Dick Tracy starring Diamond Double-Cross 15 juin au 31 décembre 1990.

### Tomorrowland
D'après les paroles de Walt Disney, « Demain peut être une ère merveilleuse. Nos scientifiques sont en train aujourd'hui, d'ouvrir les portes de l'Ère de l'Espace (« Our scientists today are opening the doors of the Space Age ») » à des réalisations qui profiteront à nos enfants et aux générations à venir. Les attractions de Tomorrowland ont été conçues pour vous donner l'occasion de participer à des aventures qui sont une représentation vivante de notre futur. »
Les attractions actuelles comprennent :
- Orbitron, un manège de fusées
- Captain Eo rouverte en 2010 en hommage à Michael Jackson
- les montagnes russes Space Mountain ouverte en 1977 (après celui de Floride);
- Star Tours: The Adventures Continue, une attraction futuriste sur Star Wars née d'une collaboration entre George Lucas et les Imagineers de Disney. Elle ouvrit le 3 juin 2011. Le 12 septembre 2009 Jay Rasulo a annoncé l'ouverture de Star Tours: The Adventures Continue en 2011 à Disneyland et aux Disney's Hollywood Studios de Floride[31].
- l'exposition Innoventions
- la gare du Disneyland Monorail
- l'attraction Buzz Lightyear's Astro Blasters, ouverte le 5 mai 2005[32], est apparue d'abord au Magic Kingdom de Walt Disney World Resort en Floride, et qui a également ouvert ses portes à Paris. Elle met en scène les personnages issus du film Toy Story de Pixar.
- Finding Nemo Submarine Voyage, voyage sous-marin ouvert en 2007 avec comme thème Le Monde de Nemo.

#### Les anciens Tomorrowland
Le clou du spectacle de Tomorrowland était la Fusée pour la Lune de TWA, issue de l'historique décor de Man in Space (en) l'une des trois émissions télévisuelles futuristes de Disney dans les années 1950. Elle a été à son tour tirée de la première attraction spectaculaire de l'Exposition pan-américaine de 1901, le Voyage autour de la Lune. Cette attraction est finalement devenue l'attraction phare et homonyme du Luna Park de Coney Island. Dans les années 1970, l'intérieur de l'attraction a été mis à jour et sa destination changée pour Mars sous le nom de Mission to Mars.
Une autre des expositions d'origine était la Maison du Futur de Monsanto, une maison en plastique, ouverte en 1957, avec quatre ailes en encorbellement depuis une plinthe centrale (formant un signe "+").
Jusqu'en 1994, des nacelles permettaient de rejoindre par la voie des airs Fantasyland. Le Skyway partait d'un bâtiment situé entre le Carousel of Progress (remplacé de 1974 à 1986 par America Sings), et les gares du train et du monorail. Il déposait les visiteurs à l'entrée ouest de Fantasyland près du Storybook Land Canal menant à Frontierland après avoir traversé la montagne du Matterhorn (Cervin) qui en garde les ouvertures. Au pied de la station de Tomorrowland, une autre station, celle du Disneyland Railroad permet de rejoindre les autres pays du parc.
Walt Disney ne fut jamais satisfait de Tomorrowland. La zone subit une transformation en 1967 pour devenir le "Nouveau Tomorrowland" et donna son aspect actuel au land.
Michael Eisner lança pour les années 1990, un vaste projet, la Disney Decade. L'attraction Mission to Mars ferma début novembre 1992. Elle devait être remplacée par ExtraTERRORestrial Alien Encounter. En plus d'Alien Encounter, l'attraction The Timekeeper et un spectacle nommé Plectu's Fantastic Galactic Revue devaient ouvrir en 1995 dans le Tomorrowland 2055. Ce projet fut annulé en 1993 en raison des problèmes financiers d'Euro Disney, près d'un milliard de dollars de dette. Le projet Tomorrowland 2055 fut repoussé de l'automne 1994 au printemps 1997 mais les attractions prévues n'ouvrirent pas.
Le nouveau projet, baptisé également "Nouveau Tomorrowland", transforma en 1998 le land. Le thème fut changé pour un thème rétrofuturiste inspiré des illustrations de Jules Verne et H. G. Wells, proche du Discoveryland du parc Disneyland. À cette occasion, à l'initiative de Paul Pressler, les couleurs passèrent du blanc pur au cuivre et cuivre oxydé.
Tomorrowland changea à nouveau en 2005, avec une nouvelle palette de couleurs : bleu, argent, blanc et or, plus proche de celle de 1967-1997, mais avec un petit mélange de celle de 1998-2005.
Le Submarine Voyage ouvrit en juin 1959 seulement un an après que le sous-marin nucléaire Nautilus de la flotte américaine eut traversé sous les glaces le pôle nord. L'attraction contenait un bateau nommé Nautilus, et Disney fut la première société à posséder une flotte privée de sous-marins. L'attraction ferma en 1998 pour des raisons de surcoût en entretien, mais a rouvert en 2007 sous le nom de Finding Nemo Submarine Voyage avec comme thème Le Monde de Nemo.

### Mickey's Toontown

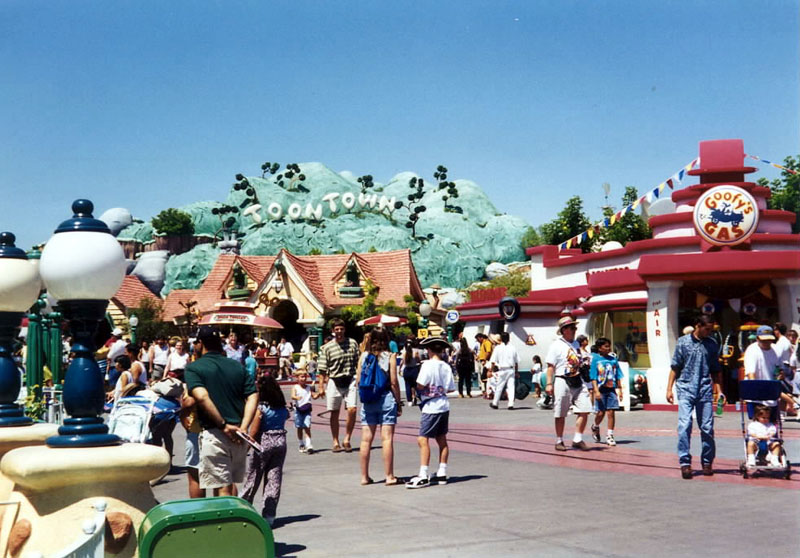
Mickey's Toontown en 1995 avec au fond la Maison de Mickey Mouse.

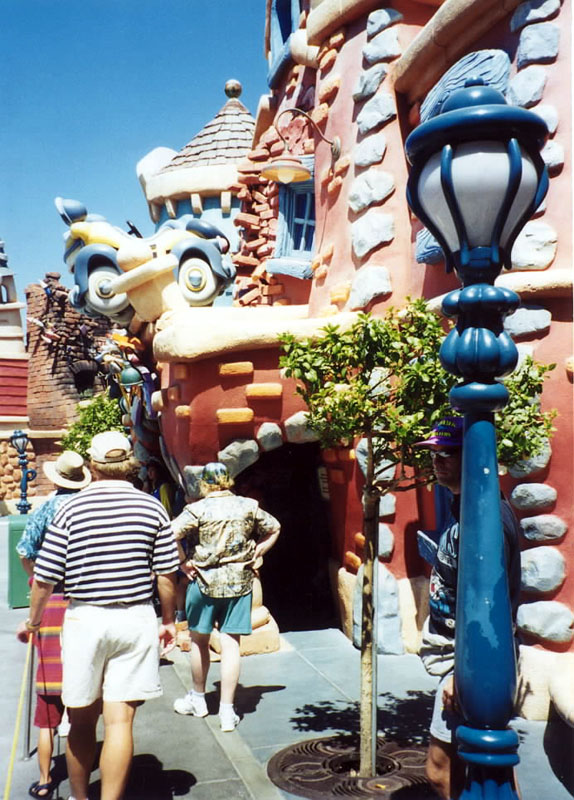
Entrée de Roger Rabbit's Car Toon Spin.

Mickey's Toontown a ouvert le 24 janvier 1993 et est décoré d'après le Toonville (Toontown) du film de Disney/Touchstone Pictures sorti en 1988 Qui veut la peau de Roger Rabbit mettant en scène Roger Rabbit.
Mickey's Toontown semble être un dessin animé court métrage de Max Fleischer des années 1930 venu à la vie. Une des obligations des imagineers fut que ce pays ne contienne aucune ligne droite, et ils y ont réussi en ajoutant de nombreux traits d'humour comme pour la maison de Dingo. Le pays est construit comme une ville où les personnages de Disney vivent et travaillent. À l'inverse, en Floride le Mickey's Toontown Fair du Magic Kingdom est construit comme une résidence campagnarde (voir fermière) pour les personnages en vacances.
L'entrée se fait en passant sous le train depuis Fantasyland. Le pays est coupé en deux : la ville avec ses bâtiments officiels et la zone résidentielle.
Le 19 avril 2019, Disneyland annonce l'arrivée de Mickey et Minnie's Runaway Railway pour 2022 dans Toontown.
La ville comprend :
- Roger Rabbit's Car Toon Spin, un voyage à bord de Benny le Taxi de Roger Rabbit
- Gag Factory et Toontwon Five & Dime, deux boutiques
- Pluto's Dog House, un restaurant de hot-dogs
- Clarabelle's Frozen Yogurt, un snack de spécialités au lait.
- Jolly Trolley permet de relier les deux parties à bord d'un mini-tramway

La rue résidentielle est constituée de :
- Mickey's House la maison de cette adorable souris
- Minnie's House et Meet Mickey, après la visite de sa maison on peut rencontrer le célèbre souriceau. C'est bien sûr ce qui attire le plus de monde.
- Chip and Dale's Treehouse la cabane dans un arbre de Tic et Tac.
- Gadget's Go Coaster les montagnes russes miniatures, inventées par la souris amie de Tic et Tac
- Donald's Boat le bateau de Donald baptisé Miss Daisy
- Goofy's Bounce House une maison où les enfants peuvent rebondir sur le plancher et les murs[33].

### Star Wars: Galaxy's Edge
Star Wars: Galaxy's Edge prend place dans l'univers de Star Wars, dans le village de Black Spire Outpost sur la planète éloignée de Batuu. Le land comprend les attractions Millennium Falcon: Smugglers Run et Star Wars : Rise of the Resistance. Le quartier ouvre ses portes en 2019, remplaçant le Big Thunder Ranch et une ancienne zone de coulisses,.
Le 15 août 2015, lors du D23, Disney Parks annonce deux lands de 14 acres (56 656 m2) chacun dédiés à Star Wars à Disneyland et à Disney's Hollywood Studios en Floride,,,,. Alan Horn, le patron des studios Disney, explique que les 5,6 hectares de terrains jouxtant Disneyland seront développées et tous les employés, y compris ceux des restaurants, seront costumés en créatures peuplant la saga spatiale. Le 26 décembre 2015, pour construire ce quartier, le parc Disneyland procède à la fermeture de dix attractions et restaurants : Big Thunder Jamboree et BBQ (définitive), Disneyland Railroad et l'ensemble des Rivers of America (temporaire).
La zone est officiellement inaugurée le 30 mai 2019 en présence de Bob Iger, le créateur de Star Wars, George Lucas, et les acteurs Mark Hamill, Harrison Ford et Billy Dee Williams. Star Wars: Galaxy's Edge est ouvert à un public sélectionné le lendemain, le 31 mai 2019. Le nouveau monde ouvre à tous les visiteurs du parc le 24 juin 2019.
À son ouverture, la zone comprend l'attraction Millennium Falcon: Smugglers Run ainsi que plusieurs boutiques et points de restauration. L'ouverture de l'attraction Star Wars : Rise of the Resistance est prévue en janvier 2020.

## Informations commerciales

### Logo du parc Disneyland
Le logo du parc Disneyland n'utilise pas le graphisme associé à l'écriture de Walt Disney. Il utilise une graphie inspirée de la calligraphie des enluminures gothiques. Walt Disney décida de cet usage dès le début du parc, comme peuvent l'attester les premiers billets ou les cartons d'invitation pour la cérémonie d'ouverture.
Par association, le logo du complexe utilise aussi ce graphisme sauf pour le logo conçu en 2001 incluant le château, l'ours de Disney California Adventure et le monorail. Il utilise le graphisme scriptural de Disney pour le mot "Disney" mais pas pour le mot "Land" à l'inverse de Disneyland Paris où seul "Paris" n'utilise pas cette graphie.

### Fermetures du parc
Disneyland a été obligé de fermer seulement cinq fois dans son histoire.
- La première fois est due à l'assassinat du président Kennedy. Des légendes urbaines ont circulé disant que Walt Disney refusa de mettre le drapeau américain de Town Square en berne - toutefois Disney et son frère Roy étaient dans un avion les ramenant depuis l'autre côté du pays après avoir survolé le futur site de Walt Disney World Resort.
- La seconde fois fut en août 1970 lorsqu'une manifestation du Youth International Party (Yippies) avait tourné à l'invasion du parc. La raison avancée était que l'un des sponsors de Disney, Bank of America finançait la guerre du Viêt Nam[45],[46].
- Disneyland ferma à nouveau lors des attentats du 11 septembre 2001 (fermeture annoncée entre 5h30 et 7h), pour deux raisons - premièrement par respect et deuxièmement au cas où des plans viseraient le parc, qui est un symbole de la culture américaine[47].
- Une fermeture planifiée a eu lieu le 4 mai 2005. Quoique la première raison donnée a été que Disneyland devait mettre une touche finale à la cérémonie du 50e anniversaire, cette fermeture lui a permis de s'assurer d'une bonne couverture médiatique et de générer un intérêt pour cette commémoration de 18 mois qui débutait le 5 mai[48].
- Les deux parcs du complexe ferment à partir du 14 mars 2020[49], et Downtown Disney le 17 mars 2020, pour une durée indéterminée[50], en raison de la pandémie de Covid-19. Sa réouverture est annoncée pour le 30 avril 2021[51], soit une fermeture de plus d'un an (412 jours).

### Fréquentation

#### Paliers de fréquentation
Dave Smith donne les dates de franchissement des paliers du nombre de visiteurs suivantes:
- 8 septembre 1955 : 1 million
- 31 décembre 1957 : 10 millions
- 19 avril 1961 : 25 millions
- 12 août 1965 : 50 millions
- 17 juin 1971 : 100 millions
- 8 janvier 1981 : 200 millions
- 24 août 1985 : 250 millions
- 1er septembre 1989 : 300 millions
- 5 juillet 1997 : 400 millions

En 2010, il a reçu 15 000 000 de visiteurs.
En 2011, il a reçu 15 600 000 visiteurs.
En 2012, il a reçu 16 000 000 visiteurs.
En 2013, il a reçu 14 900 000 visiteurs.
En 2014, il a reçu 14 200 000 visiteurs.

#### Historique annuel de fréquentation

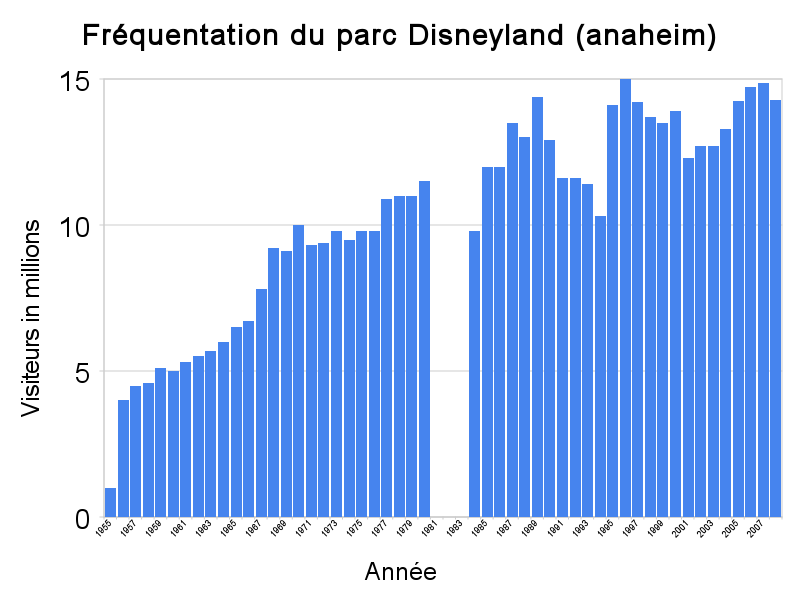
Évolution du nombre de visiteurs de Disneyland

| Année  |      |       |        |        |      | 1955  | 1956  | 1957  | 1958  | 1959 |
| Nombre |      |       |        |        |      | 1     | 4     | 4,5   | 4,6   | 5,1  |
| Année  | 1960 | 1961  | 1962   | 1963   | 1964 | 1965  | 1966  | 1967  | 1968  | 1969 |
| Nombre | 5    | 5,3   | 5,5    | 5,7    | 6    | 6,5   | 6,7   | 7,8   | 9,2   | 9,1  |
| Année  | 1970 | 1971  | 1972   | 1973   | 1974 | 1975  | 1976  | 1977  | 1978  | 1979 |
| Nombre | 10   | 9,3   | 9,4    | 9,8    | 9,5  | 9,8   | 9,8   | 10,9  | 11    | 11   |
| Année  | 1980 | 1981  | 1982   | 1983   | 1984 | 1985  | 1986  | 1987  | 1988  | 1989 |
| Nombre | 11,5 | 11.3  | 10.4   | 9.9    | 9,8  | 12    | 12    | 13,5  | 13    | 14,4 |
| Année  | 1990 | 1991  | 1992   | 1993   | 1994 | 1995  | 1996  | 1997  | 1998  | 1999 |
| Nombre | 12,9 | 11,6  | 11,6   | 11,4   | 10,3 | 14,1  | 15    | 14,2  | 13,7  | 13,5 |
| Année  | 2000 | 2001  | 2002   | 2003   | 2004 | 2005  | 2006  | 2007  | 2008  | 2009 |
| Nombre | 13,9 | 12,3  | 12,7   | 12,7   | 13,3 | 14,26 | 14,73 | 14,87 | 14,29 | ?    |
| Année  | 2010 | 2011  | 2012   | 2013   |      |       |       |       |       |      |
| Nombre | ?    | 16,14 | 15,963 | 16,202 |      |       |       |       |       |      |

### Évolution des billets
Depuis son ouverture le parc a connu plusieurs systèmes de billetterie. Voici un résumé de l'historique des tickets Disney :
- Système "entrée et billet à l'unité" : juillet à octobre 1955 ;
- Système "entrée et coupon A-B-C-D-E" : 11 octobre 1955 à juin 1982 ;
- Système "billet unique" : depuis juin 1982 avec ensuite la création de modulations pour les complexes.

#### Tarif des billets
Pour le parc de Disneyland (et aussi du Magic Kingdom) avant 1982 (et l'ouverture d'Epcot en Floride), le prix des attractions et d'entrée dans le parc était dissocié. Après un tarif d'admission, les visiteurs devaient se procurer des carnets de tickets contenant 10 coupons de valeurs différentes identifiés par les lettres A à D puis avec le Matterhorn Bobsleds en 1959, le E.
En 1955, le prix était de 1 USD pour l'admission et de 2,50 USD pour le carnet. Le nombre de tickets et leur valeur unitaire évolua durant les années jusqu'en 1982 où le système fut remplacé par un billet unique à 10 USD.
Ensuite le prix évolue constamment à la hausse. En 1999, le parc lance le système Disney's FastPass afin de réduire les files d'attente des attractions. Depuis 2001, des billets couplés avec le parc Disney California Adventure sont aussi en vente.
| Date       | 1980     | 1981     | 1982     | 1983     | 1984     | 1985            | 1986           | 1987 | 1988 | 1989     |
| Prix (USD) | 7        | 10       | 12       | 13       | 14       | 17              | 19             | 21,5 | 23,5 | 25       |
|            |          |          |          |          |          |                 |                |      |      |          |
| Date       | 1990     | 1991     | 1992     | 1993     | 1994     | 1995            | 1996           | 1997 | 1998 | 1999 jan |
| Prix (USD) | 28       | 28       | 29       | 30       | 31       | 33              | 34             | 36   | 38   | 39       |
|            |          |          |          |          |          |                 |                |      |      |          |
| Date       | Jan 2000 | Nov 2000 | Mar 2002 | Jan 2003 | Mar 2004 | 2005 Jan / Juin | 2006 Jan / Sep | 2007 | 2008 | 2009     |
| Prix (USD) | 41       | 43       | 45       | 47       | 49.75    | 53 / 56         | 59 / 63        |      |      |          |

### Anniversaires
Le 25e anniversaire
En 1980, une émission spéciale sponsorisée par Kraft Foods, intitulée Kraft Salutes Disneyland's 25th Anniversary, a été diffusée sur CBS. Elle comprenait de nombreux invités dont Danny Kaye, Annette Funicello et Michael Jackson.
Le 30e anniversaire
En 1985, pour son 30e anniversaire, une machine de distribution de lot, la Gift-Ever Extraordinaire Machine a été disposée au milieu de la place centrale. Chaque trentième visiteur à l'entrée du parc recevait un cadeau et allait recevoir son lot à la machine. Parmi les lots se trouvaient des lots plus élaborés allant jusqu'à une voiture neuve.
Le 35e anniversaire
En 1990, un autre machine a été mise en place, la Dream Machine. Fonctionnant sur le même principe que la précédente elle distribuait des lots plus important dont des billets d'avions Delta Air Lines, chaque jour une Geo et un million de dollars. Le parc était animé par une parade nommée Party Gras! composée de 150 artistes et des personnages Disney en ballon de 14 m.
Le 50e anniversaire
En 2005, la Walt Disney Company célèbre le 50e anniversaire de Disneyland, baptisé et vendu comme le "plus joyeux retour à la maison au monde" (Happiest Homecoming on Earth). La cérémonie officielle de 18 mois commença le 5 mai, avec une dédicace de Michael Eisner, Robert Iger et Art Linkletter (qui présenta l'émission d'ouverture le 17 juillet 1955).
Le 60e anniversaire
En 2015, la Walt Disney Company célèbre le 60e anniversaire de Disneyland, baptisé Diamond Celebration.

## Autour du parc
Le parc est devenu un symbole de la culture syncrétique américaine, souvent jugée de manière péjorative. Tomi Ungerer montre à quoi Disneyland résume parfois l'architecture européenne : « Je suis le premier à regretter la préséance des touristes sur les fidèles en ce lieu [ Cathédrale de Strasbourg ] dépositaire de tant de prières, de tant de gratitudes et de jubilation, de tant de consolations dans les deuils et les désespoirs. Car ce sont surtout les visiteurs de passage qui viennent se rincer l'œil dans son bénitier. Ainsi, ce touriste américain que j'ai entendu s'adresser à sa famille : « My God ! It's juste (sic) like Disneyland ! » (Mon Dieu, c'est comme Disneyland !) ».

### Le complexe
Depuis la fin des années 1980, le parc Disneyland s'inscrit dans un complexe de loisirs qui comprend un second parc à thèmes Disney California Adventure, plusieurs hôtels ainsi que de nombreux services et activités.

### Transports
Un grand nombre de moyens de transports cohabitent au sein du parc à thèmes. Walt Disney avait une grande passion pour les transports et les chemins de fer en particulier. Il construisit un chemin de fer miniature avec une locomotive à vapeur dans le jardin de sa propre maison, le Carolwood Pacific Railroad. Cette passion a été partagée par Ward Kimball et Ollie Johnston, deux animateurs des studios Disney. Toutefois, un grand nombre de moyens de transports différents a été intégré au parc. Le système de transport est, d'une certaine façon, plus une collection d'attractions qu'un réel réseau de transports, bien qu'il sert aussi pour cela. Le train permet quand même de passer d'un pays à l'autre sans revenir à la place centrale (Cf. L'organisation radiale du parc) et le monorail rejoint les hôtels et Downtown Disney en évitant l'esplanade.
Certains moyens de transports ont même disparu à l'instar du Skyway, un télécabine reliant Tomorrowland et Fantasyland.
Un grand nombre de véhicules, sont disponibles pour faire un tour de Main Street USA, prenant les visiteurs à Town Square jusqu'à la place centrale ou l'inverse. On trouve un bus à deux étages, une carriole tirée par des chevaux, un vieux camion de pompier et une vieille automobile. Le camion de pompier a été construit par Bob Gurr dans les ateliers de Walt Disney Imagineering, pour que principalement Walt Disney puisse emmener les célébrités invitées dans le parc. Les véhicules sans chevaux sont conçus d'après des voitures construites en 1903. Ils ont tous deux cylindres, des moteurs de quatre chevaux vapeurs (3 kilowatts), une transmission manuelle.
Au sein même des attractions, des moyens de transports sont utilisés, que ce soient les trains des montagnes russes ou les bateaux des attractions aquatiques.
- WEDWay PeopleMover
- Rocket Rods

À l'extérieur du parc, des trams propulsés au propane emportent les visiteurs des parkings à l'esplanade située entre les deux parcs. Ils sont sur pneumatiques et constitués d'une petite voiture tracteur et de plusieurs remorques ouvertes à l'image des trams dans les parcs d'attractions cinématographiques. Un réseau de bus amène les visiteurs des hôtels ou gares environnantes de l'autre côté de l'esplanade.

### Les coulisses
Le parc est entouré par des zones fermées aux visiteurs (appelés aussi Invités, guests dans le jargon de Disney) et sont appelées "coulisses" (backstage). Il y a plusieurs points d'entrée depuis le monde réel-extérieur vers les zones de coulisses:
- Ball Gate au terminus de la Cast Place proche de la Ball Road, la route au nord du complexe menant à Fantasyland
- TDA Gate adjacente au bâtiment du Team Disney Anaheim
- Harbor Gate proche de Harbor Boulevard, la route à l'est du complexe, derrière Tomorrowland. Elle communique avec l'esplanade et la gare routière.
- Winston Gate proche de Disneyland Drive la route traversant le complexe du nord au sud et longeant les parcs par l'ouest, derrière le parking de Mickey and Friends.

D’autres points d'entrée permettent de passer du parc aux coulisses.
La Berm Road encercle le parc depuis la Firehouse Gate (derrière la caserne de pompiers de Main Street) jusqu'à la Egghouse Gate (adjacente à l'opéra de Main Street, de l'autre côté de la place Town Square). Cette voie est appelée ainsi car elle longe presque totalement par l'extérieur, le chemin de la berme de terre de Disneyland, toutefois avec l'ajout de Mickey's Toontown, la route s'éloigne maintenant de près de 100 mètres des zones visiteurs à certains endroits.
Au nord du parc, juste à l'ouest de Mickey's Toontown, se trouve le Circle-D Corral ou Circle-D Ranch. Il a été construit pour les animaux utilisés dans le parc et principalement les ânes de Rainbow Ridge Pack Mules renommé plus tard Nature's Wonderland. Bien que les mules soient parties depuis 1977, le ranch continue d'être utilisé. Depuis 1980, il se nomme simplement Ponny Farm
Le ranch du Disney's Fort Wilderness Resort rend hommage à son aîné en s'appelant Tri-Circle-D Ranch.
Un bout de la route, coincée entre Tomorrowland et Harbor Boulevard, est appelée la route Schumaker. Elle a deux voies étroites divisées par une double ligne jaune, et passe sous le rail du monorail. Il y a aussi deux ponts ferroviaires qui coupent la Berm Road: un derrière le City Hall et l'autre derrière Tomorrowland près du Harbor Gate. La vitesse maximale pour la plupart des portions de la Berm Road est de 20 km/h, toutefois une section réduite traversant les magasins de maintenance de Disneyland, derrière le coin nord-ouest du parc a une limitation de vitesse à 7 km/h.
Depuis l'ouverture du Disney California Adventure en 2001, une voie souterraine permet de relier Harbor Gate aux coulisses de Hollywood Pictures Backlot en passant sous l'esplanade et la gare routière.
Les principaux bâtiments des coulisses autour de Disneyland comprennent
- le Team Disney Anaheim, où de nombreuses équipes de maintenance ainsi que la direction travaillent.
- le Old Administration Building, coincé derrière Tomorrowland et Main Street, le long du chemin de fer mais rendu invisible par le bâtiment du diorama qui présente des scènes du far west et de la préhistoire.
- un petit bâtiment au nord-est du parc est très singulier, sur deux niveaux, les ateliers d'entretien et réparation du chemin de fer et du monorail se superposent.

### Salariés
En 2018, une étude réalisée par des syndicats américains indique que 73 % des salariés du parc gagnent insuffisamment pour payer leurs dépenses courantes telles que le loyer, l’alimentation et le gaz. Entre 2000 et 2017, les salaires réels des employés (rapportés à l'inflation) auraient baissé de 15 %.